# Stac Lee

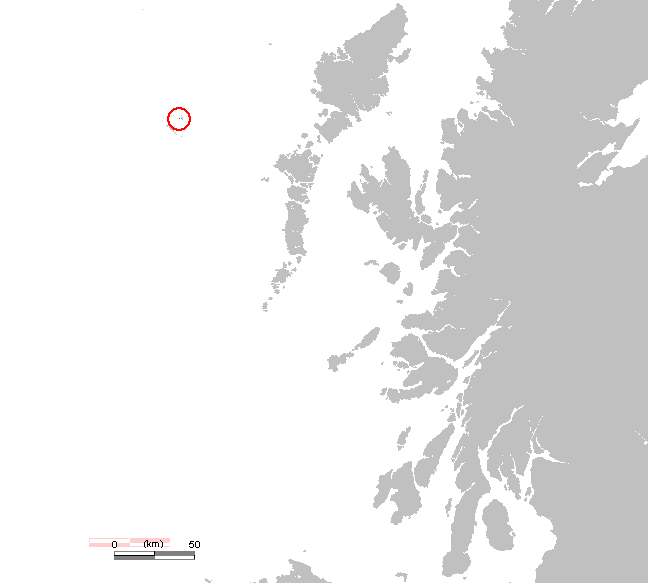
Lokalizacja

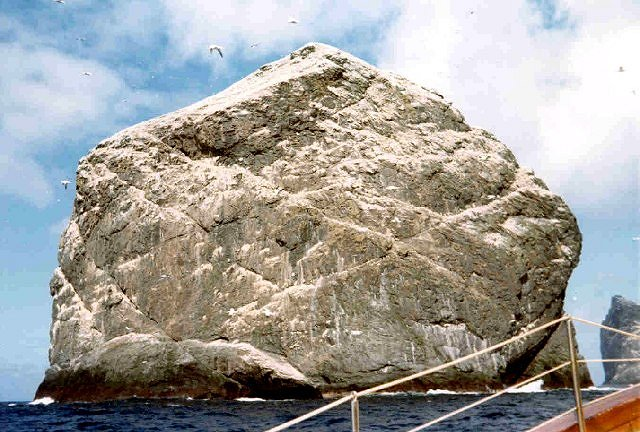
Stac Lee, St Kilda.

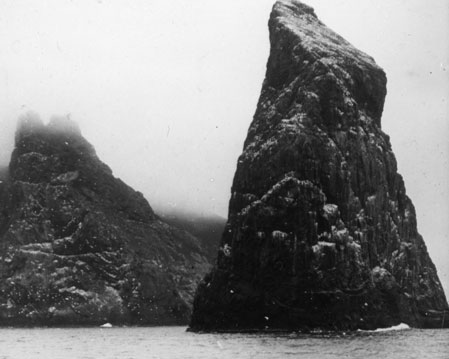

Stac Lee (gael.: Stac Liath) – szara kolumna wysoka na 172 metrów jest jedną z wysp archipelagu St Kilda w północno-zachodniej części Szkocji. Wyspa wydaje się być białą a to ze względu na odchody głuptaków. Niezwykły Stac an Armin, znajdujący się nieopodal osiąga 196 metrów, co czyni ją najwyższą kolumną morską w Wielkiej Brytanii.
Na Stac Lee znajduje się sześć tysięcy gniazd głuptaków.
Co niezwykłe, na wyspie znajduje się również mały budynek zwany bothy, który używany był przez mieszkańców pobliskiej wyspy Hirta podczas polowań na ptaki.
Martin Martin nazywał tę wyspę "Stac-Ly".